# Yekaterina Ishova
Yekaterina Ishova (née Gorbunova, en russe : Екатерина Юрьевна Ишова, née le 17 janvier 1989) est une athlète russe, spécialiste du demi-fond.
Elle est suspendue en 2013 pour ses résultats obtenus après le 12 juillet 2011 et interdite de courir jusqu'en octobre 2015.